# Norsko na Letních olympijských hrách 1972
Norsko na Letních olympijských hrách 1972 v německém Mnichově reprezentovalo 112 sportovců, z toho 101 mužů a 11 žen. Nejmladším účastníkem byl Jørgen Cappelen (13 let, 207 dní), nejstarším pak Jan-Erik Aarberg (47 let, 305 dní). Reprezentanti vybojovali 4 medaile, z toho 2 zlaté, 1 stříbrnou a 1 bronzovou.

## Medailisté
| Medaile | Jméno                                               | Sport      | Disciplína                               |
| ------- | --------------------------------------------------- | ---------- | ---------------------------------------- |
| Zlato   | Knut Knudsen                                        | Cyklistika | 4 000 m stíhací závod jednotlivci - muži |
| Zlato   | Leif Jenssen                                        | Vzpírání   | Light Heavyweight - muži                 |
| Stříbro | Frank Hansen Svein Thøgersen                        | Veslování  | Dvojskif - muži                          |
| Bronz   | Egil Søby Steinar Amundsen Tore Berger Jan Johansen | Kanoistika | K4 1 000 m čtyřka kajak - muži           |